# La Laja, Tlalixcoyan
La Laja är en ort i Mexiko.   Den ligger i kommunen Tlalixcoyan och delstaten Veracruz, i den sydöstra delen av landet, 300 km öster om huvudstaden Mexico City. La Laja ligger 73 meter över havet och antalet invånare är 181.
Terrängen runt La Laja är platt. Runt La Laja är det ganska tätbefolkat, med 54 invånare per kvadratkilometer. Närmaste större samhälle är Piedras Negras, 18,3 km öster om La Laja. Trakten runt La Laja består till största delen av jordbruksmark.